# 레치차오브사비니

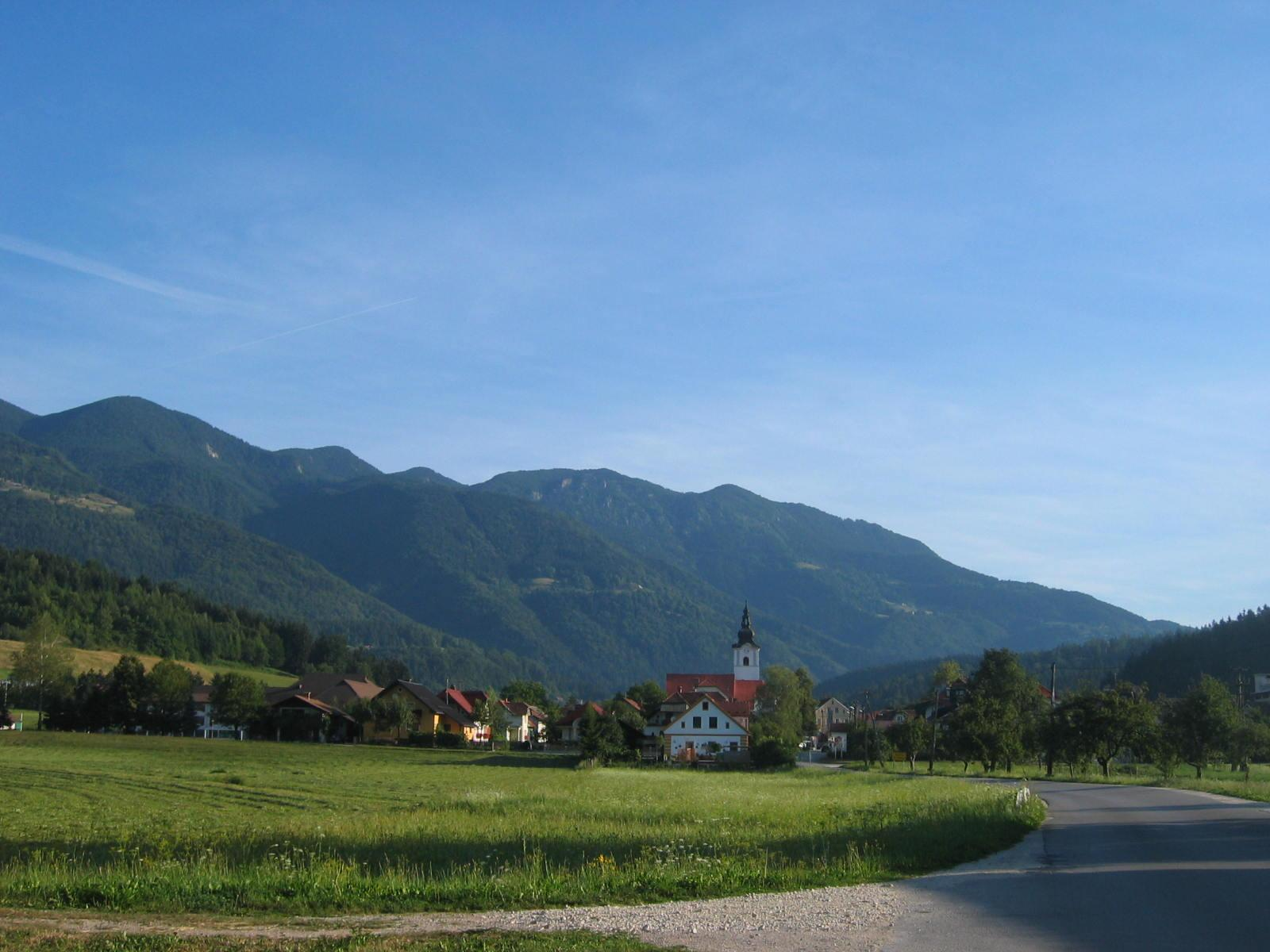
레치차오브사비니

레치차오브사비니의 위치

레치차오브사비니(슬로베니아어: Rečica ob Savinji, 독일어: Rietz 리츠[*])는 슬로베니아의 도시로 면적은 30.1km2, 높이는 367m, 인구는 2,285명(2002년 기준), 인구 밀도는 75.9명/km2이다.